# Liabum poiteaui
Liabum poiteaui là một loài thực vật có hoa trong họ Cúc. Loài này được (Cass.) Urb. mô tả khoa học đầu tiên năm 1931.